# Malînivka, Rojîșce
Malînivka (în ucraineană Малинівка) este un sat în comuna Perespa din raionul Rojîșce, regiunea Volînia, Ucraina.

## Demografie
Componența lingvistică a localității Malînivka
     Ucraineană (98,64%)
     Rusă (1,36%)
Conform recensământului din 2001, majoritatea populației localității Malînivka era vorbitoare de ucraineană (98,64%), existând în minoritate și vorbitori de rusă (1,36%).